# 2003년 7월
| 2003년: 1월 · 2월 · 3월 · 4월 · 5월 · 6월 · 7월 · 8월 · 9월 · 10월 · 11월 · 12월 |

| <          | 2003년 7월 | 2003년 7월  | 2003년 7월 | 2003년 7월 | 2003년 7월 | >          |  |
| 일         | 월         | 화          | 수         | 목         | 금         | 토         |  |
|            |            | 1 6.2 을해  | 2 3 병자   | 3 4 정축   | 4 5 무인   | 5 6 기묘   |  |
| 6 7 경진   | 7 8 신사   | 8 9 임오    | 9 10 계미  | 10 11 갑신 | 11 12 을유 | 12 13 병술 |  |
| 13 14 정해 | 14 15 무자 | 15 16 기축  | 16 17 경인 | 17 18 신묘 | 18 19 임진 | 19 20 계사 |  |
| 20 21 갑오 | 21 22 을미 | 22 23 병신  | 23 24 정유 | 24 25 무술 | 25 26 기해 | 26 27 경자 |  |
| 27 28 신축 | 28 29 임인 | 29 7.1 계묘 | 30 2 갑진  | 31 3 을사  |            |            |  |

| 편집하기 |

## 2003년7월 30일
- 프랑스 카오르(fr)에서 ETA의 조직원 3명이 체포되다.

## 2003년7월 29일
- 푸에블라에 있는 폭스바겐 공장에서 마지막 폭스바겐 비틀이 완성 출고되다. 동 모델은 1934년에 페르디난트 포르셰에 의해 구상되고 1938년부터 생산되기 시작한 이래, 65년간 생산되다.

## 2003년7월 27일
- 랜스 암스트롱이 제90회 투르 드 프랑스에 우승하여 5회 연속 우승의 기록을 세웠다.

## 2003년7월 20일
- 니스에서 현지 시각으로 오전 2시 30분 경 폭탄 테러가 발생하다. 이 사건으로 16명이 부상당하였다.

## 2003년7월 19일
- 19일부터 22일까지 토니 블레어 영국 총리가 일본, 대한민국, 홍콩을 방문하다.

## 2003년7월 16일
- 미국이 이라크 전쟁에서 147번째의 패배를 맛보았다. 이 횟수는 걸프 전쟁에서의 미국의 패배 횟수와 같다.
- 인도 북부의 쿨루 계곡(en)에 내린 집중 호우로 100여 명이 실종되다.

## 2003년7월 10일
- 마푸투에서 열린 아프리카 연합 정상 회의에서 말리의 알파 우마르 코나레(fr) 대통령이 의장으로 선출되다.

## 2003년7월 9일
- 2003년 6월 4일 라오스에서 체포되어 징역형을 선고받았던 기자 일행이 석방되다.

## 2003년7월 8일
- 샴 쌍둥이 비자니 자매, 분리 수술 직후 사망하다.

## 2003년7월 7일
- 부룬디의 후투족 무장단체인 FNL(fr)이 수도 부줌부라를 공격하여 정부군과 교전하여 많은 사상자가 발생했다.

## 2003년7월 5일
- 모스크바 근교의 록 콘서트장에서 체첸 사람들에 의한 연속 폭탄 테러가 발생하여 13명이 사망하다.

## 2003년7월 4일
- 알 자지라 방송이 2003년 6월 14일자로 되어 있는 사담 후세인 전 이라크 대통령의 메시지를 방송하다.